# راكل دوج براجادوتير
راكل دوج براجادوتير (ولدت في 24 مايو 1986)، هي لاعبة كرة يد أيسلندية تلعب كوسط مدافع. مثلت منتخب بلادها.

## سجل المنافسة
شاركت في البطولات التالية:
- بطولة أوروبا لكرة اليد للسيدات 2012

## روابط خارجية
- راكل دوج براجادوتير على موقع الاتحاد الأوروبي لكرة اليد (الإنجليزية)